# Comamonas nitrativorans
Comamonas nitrativorans es una especie de  bacteria gramnegativa del género Comamonas. Fue descrita en el año 2001. Su etimología hace referencia a consumo de nitrato. Es aerobia y móvil por flagelos polares. Crece individual o en parejas. Catalasa y oxidasa positivas. Forma colonias de color cremoso y circulares en agar TSA tras 24 horas de incubación. Temperatura óptima de crecimiento de 30 °C. Se ha aislado de un reactor de tratamiento de lixiviados de vertederos en Uruguay. 